# آرتور جی. اشمیت
آرتور جی. اشمیت (انگلیسی: Arthur J. Schmitt؛ ۱۴ ژوئن ۱۸۹۳ – ۲۹ مارس ۱۹۷۱) مخترع اهل ایالات متحده آمریکا بود، که در سال ۱۹۳۲ شرکت امفنول را تأسیس کرد.